# Голка Remix
«Голка Remix» (рос. Игла Remix) — художній кінофільм випущений 2010 року, що базується на фільмі «Голка» 1988 року, доповнює і розвиває його сюжет. Режисер Рашид Нугманов. Зйомки проводилися в Росії і Казахстані. Вийшов у прокат в Росії, в Україні і в Казахстані 16 вересня 2010 року.